# 포제서
《포제서》(영어: Possessor)는 2020년 개봉한 미국의 SF 심리 공포 영화이다. 브랜던 크로넌버그가 감독과 각본을 맡았고, 앤드리아 라이즈버러, 크리스토퍼 애벗, 터펜스 미들턴, 숀 빈, 제니퍼 제이슨 리가 출연한다.

## 줄거리
2008년, 타스야 보스는 타인의 몸을 조종해 암살을 수행하는 요원이다. 그녀는 목표 대상의 뇌에 이식된 장치를 통해 의식을 옮겨 들어가 임무를 수행하고, 임무가 끝나면 숙주에게 자살을 강요하여 자신의 몸으로 돌아온다. 하지만 그녀는 점차 자신의 정체성을 잃고 신경학적 증상에 시달린다. 가족과의 관계에서도 폭력적인 환영에 시달리며 고통스러워한다. 
타스야의 상관인 거더는 그녀가 가족에게 집착하는 것을 못마땅해하며 개인적인 감정을 버릴 것을 요구한다. 불안정한 정신 상태에도 불구하고, 타스야는 거대 기업 CEO 존 파스와 그의 딸 아바를 암살하기 위해 아바의 약혼자인 콜린 테이트의 몸을 조종하는 임무를 맡는다. 하지만 그녀는 이번에도 숙주를 완전히 제어하지 못하고, 테이트의 의식과 충돌하며 고통받는다. 임무는 부분적으로만 성공하고, 테이트는 자신에게 무슨 일이 일어났는지 모른 채 혼란스러워하며 도망친다.
타스야의 의식이 깃든 테이트는 해리성 기억 장애를 겪으며 친구 리타를 살해하고, 그 과정에서 타스야의 기억을 부분적으로 떠올린다. 타스야의 소속 요원인 에디가 나타나 테이트의 자살을 돕려 하지만 실패하고, 테이트는 타스야의 존재를 인지하고 그녀의 의식을 억누른다. 테이트는 타스야의 기억을 통해 그녀의 가족을 알게 되고, 타스야의 집으로 찾아가 그녀의 남편을 총으로 위협한다. 타스야는 테이트를 자극하여 그녀의 남편을 살해하게 만들고, 그 직후 아들이 테이트를 살해한다. 사실 아들 역시 타스야의 조종을 받는 숙주였고, 타스야는 테이트의 마지막 순간을 이용하여 아들을 살해한다.
타스야는 자신의 몸으로 돌아오고, 사실은 거더가 아들을 조종했다는 사실을 알게 된다. 남편과 아들 모두 죽은 지금, 타스야는 모든 인간적인 연결고리를 끊게 되었고, 거더가 원하던 대로 감정이 없는 살인 기계가 된다. 마지막으로, 타스야는 이전처럼 개인적인 물건을 정리하며 나비를 쳐다보지만, 어떠한 죄책감도 느끼지 않는다. 거더는 미소지으며 "아주 좋아"라고 말한다.

## 출연진
- 앤드리아 라이즈버러 - 태시아 보스
- 크리스토퍼 애벗 - 콜린 테이트
- 로시프 서덜랜드 - 마이클 보스
- 터펜스 미들턴 - 에이바 파스
- 숀 빈 - 존 파스
- 제니퍼 제이슨 리 - 거더
- 카니에티호 혼 - 리타
- 라울 바네자 - 에디
- 게이지 그레이엄아버스넛 - 아이라 보스
- 개브리엘 그레이엄 - 홀리 버그먼